# Audrey Flack
Audrey Lenora Flack (30 de maio de 1931 – 28 de junho de 2024) foi uma artista visual americana. Seu trabalho foi pioneiro no gênero artístico do fotorrealismo e abrange pintura, gravura, escultura e fotografia.
Flack possuía diversas qualificações acadêmicas, incluindo um título de pós-graduação e de doutorado honorário pela Cooper Union, na cidade de Nova York. Além disso, ela se formou em Belas Artes pela Universidade de Yale e estudou história da arte no Instituto de Belas Artes da Universidade de Nova York. Em maio de 2015, Flack recebeu o título honorário de Doutora em Belas Artes da Universidade Clark, onde foi a oradora da cerimônia de formatura.
O trabalho de Flack é exibido em vários museus importantes, incluindo o Museu de Arte Moderna, o Museu Metropolitano de Arte, o Museu Smithsonian de Arte Americana, o Museu Whitney de Arte Americana e o Museu Solomon R. Guggenheim. As pinturas fotorrealistas de Flack foram as primeiras pinturas desse tipo a serem compradas para a coleção permanente do Museu de Arte Moderna, e seu legado como fotorrealista continua influenciando muitos artistas americanos e internacionais até hoje. O JB Speed Art Museum em Louisville, Kentucky, organizou uma retrospectiva de seu trabalho, e os esforços pioneiros de Flack no mundo do fotorrealismo popularizaram o gênero a ponto de permanecer até hoje. Flack foi vice-presidente honorária da Associação Nacional de Mulheres Artistas .
Sendo uma talentosa tocadora de banjo, Flack foi vocalista principal de Audrey Flack e da History of Art Band, que lançou um álbum em 2012. Até então, o livro didático História da Arte de Janson não mencionava nenhuma artista mulher; Flack foi uma das três mulheres vivas adicionadas após a morte de Janson na 3ª edição da História da Arte em 1986.

## Início da vida e educação
Flack nasceu em Manhattan, filha de Jeanette Flichtenfeld Flack e Morris Flack, dono de uma fábrica de roupas. Ambos os pais imigraram da Polônia para os EUA. Flack frequentou a High School of Music & Art de Nova York. Ela frequentou a Cooper Union e depois foi transferida para o Yale College em 1952 para estudar belas artes com Josef Albers, entre outros. Ela obteve um diploma de pós-graduação e recebeu um doutorado honorário da Cooper Union na cidade de Nova York e um bacharelado em Belas Artes pela Universidade de Yale. Ela estudou história da arte no Instituto de Belas Artes da Universidade de Nova York .

## Carreira

Audrey Flack, Sundae de Banana Split, 1981. Instituto de Arte de Minneapolis

Os primeiros trabalhos de Flack na década de 1950 foram expressionistas abstratos ; uma dessas pinturas prestou homenagem a Franz Kline . Os temas irônicos e kitsch em seus primeiros trabalhos influenciaram Jeff Koons . Mas gradualmente, Flack fez parte do movimento Novo Realismo e então evoluiu para o fotorrealismo durante a década de 1960. Sua mudança para o estilo fotorrealista ocorreu em parte porque ela queria que sua arte se comunicasse com o observador. Ela foi a primeira pintora fotorrealista a ser adicionada à coleção do Museu de Arte Moderna em 1966. Entre 1976 e 1978 ela pintou sua série Vanitas, incluindo a icônica peça Marilyn.
O crítico Graham Thompson escreveu: "Uma demonstração da maneira como a fotografia foi assimilada ao mundo da arte é o sucesso da pintura fotorrealista no final dos anos 1960 e início dos anos 1970.
Também é chamado de super-realismo, realismo radical ou hiper-realismo, e pintores como Richard Estes, Denis Peterson, Flack e Chuck Close frequentemente trabalhavam a partir de fotos para criar pinturas que pareciam fotografias."
O crítico de arte Robert C. Morgan escreve no The Brooklyn Rail sobre a exposição de Flack de 2010 no Gary Snyder Project Space, Audrey Flack Paints a Picture : "Ela pegou os sinais de indulgência, beleza e excesso e os transformou em símbolos profundamente comoventes de desejo, futilidade e emancipação." No início da década de 1980, o meio artístico de Flack mudou da pintura para a escultura. Ela descreveu essa mudança como um desejo por "algo sólido, real, tangível. Algo para segurar e a que se agarrar".
Flack afirmou ter achado o movimento fotorrealista muito restritivo e, mais tarde, obteve grande parte de sua inspiração da arte barroca .
Seu trabalho está presente em coleções de museus ao redor do mundo, incluindo o Metropolitan Museum of Art, o Museum of Modern Art, o Whitney Museum of American Art, o Allen Memorial Art Museum, o Smithsonian American Art Museum, e a National Gallery of Australia em Canberra, Austrália.
Em 1986, Flack publicou Art & Soul: Notes on Creating, um livro que expressava alguns de seus pensamentos sobre ser uma artista.
Sua imagem está incluída no icônico pôster de 1972, Some Living American Women Artists, de Mary Beth Edelson .
Em 2023, seu trabalho foi incluído na exposição Action, Gesture, Paint: Women Artists and Global Abstraction 1940-1970 na Whitechapel Gallery em Londres.

## Fotorealismo
Flack é mais conhecida por suas pinturas fotorrealistas e foi uma das primeiras artistas a usar fotografias como base para pinturas. O gênero, inspirado na Pop Art, incorpora representações do real e do comum, de anúncios a carros e cosméticos. O trabalho de Flack traz itens domésticos do cotidiano, como tubos de batom, frascos de perfume, Virgens Marias hispânicas e frutas. Esses objetos inanimados frequentemente perturbam ou aglomeram o espaço pictórico, sendo muitas vezes compostos como naturezas-mortas de mesa. Flack frequentemente trazia relatos reais da história em suas pinturas fotorrealistas, como a Segunda Guerra Mundial (Vanitas) e a Carreata Kennedy. As mulheres eram frequentemente o tema de suas pinturas fotorrealistas.
A primeira pintura fotorrealista que o MoMA de Nova York comprou foi a tela de Flack, Leonardo's Lady, de 1974, logo após ter sido pintada.

## Escultura

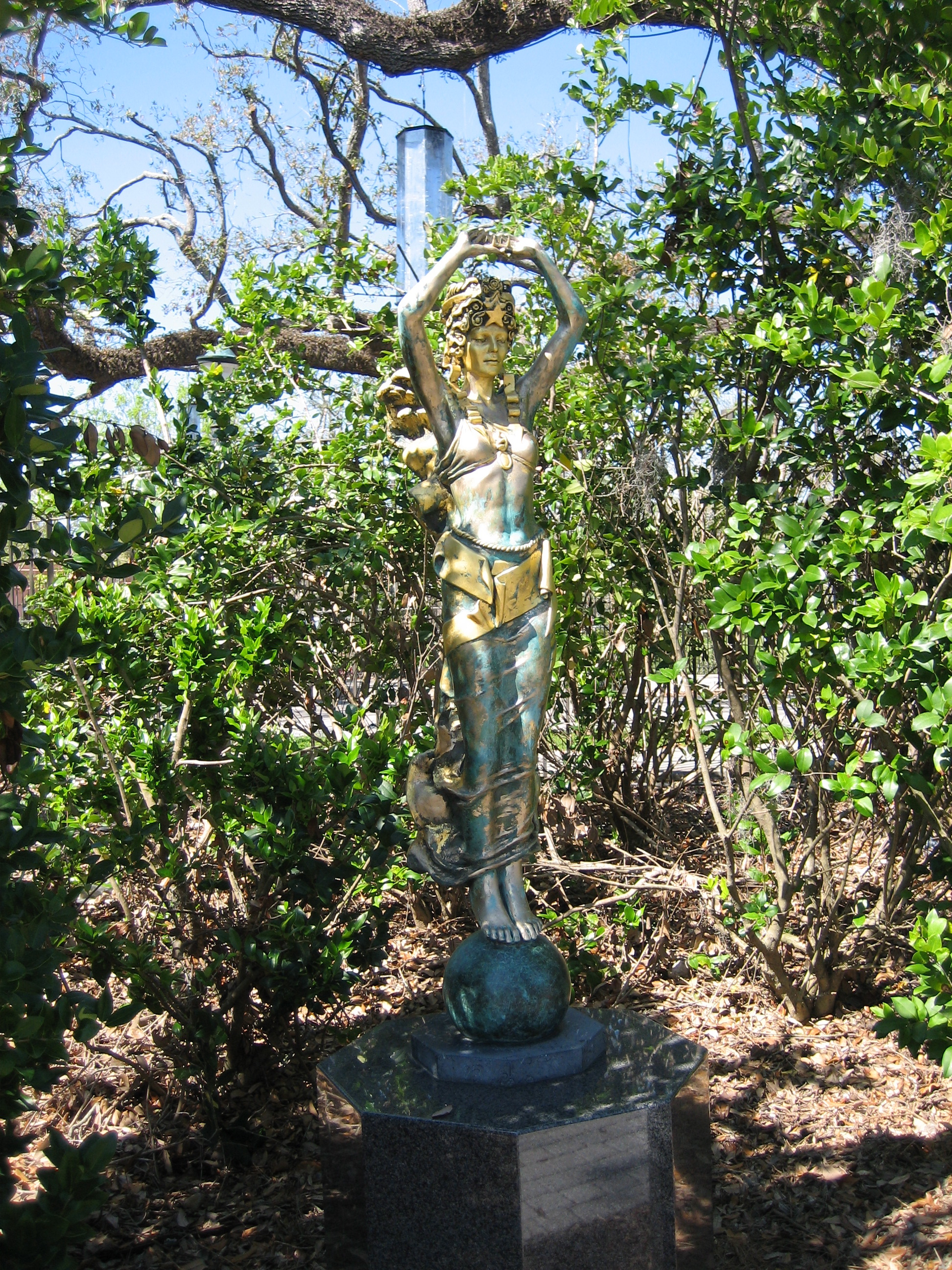
Escultura de Audrey Flack em Nova Orleans

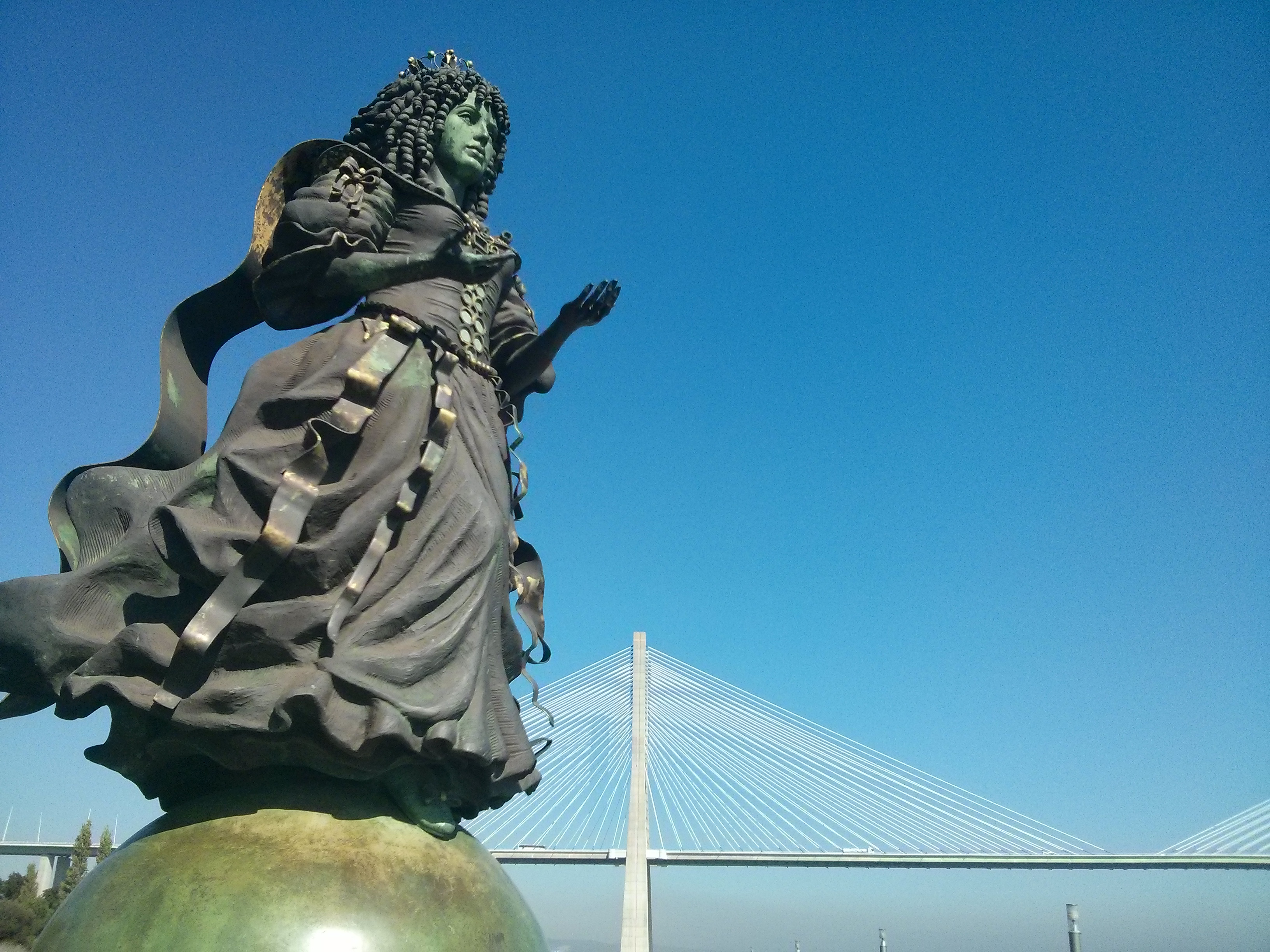
Estátua de Catarina de Bragança, em Lisboa, um modelo em escala de uma estátua muito maior planejada para o bairro de Queens. Cidade de Nova York, nunca construída.

A escultura de Flack é frequentemente esquecida em vista de suas pinturas fotorrealistas mais conhecidas. Em The New Civic Art: An Interview with Audrey Flack, Flack discutiu o fato de ter sido autodidata em escultura. Ela incorporou religião e mitologia em suas esculturas em vez de temas históricos ou cotidianos de suas pinturas. Suas esculturas frequentemente demonstram uma conexão com a forma feminina, incluindo uma série de mulheres diversas e heróicas e figuras de deusas. Essas representações de mulheres diferem daquelas da feminilidade tradicional, mas são atléticas, mais velhas e fortes. Como Flack as descreveu: "elas são reais, mas idealizadas... as 'deusas em cada mulher' ".
No início da década de 1990, Flack foi contratado por um grupo chamado Amigos da Rainha Catarina para criar uma estátua monumental de bronze de Catarina de Bragança, em cuja homenagem o bairro de Queens recebeu seu nome. A estátua, que teria aproximadamente a altura de um prédio de nove andares, deveria ser instalada na costa do East River, na área de Hunters Point, em Long Island City, em frente à Sede das Nações Unidas. No entanto, o projeto nunca foi totalmente realizado, pois os manifestantes em meados da década de 1990 se opuseram aos laços da Rainha Catarina com o Comércio Transatlântico de Escravos. (Outros se opuseram à estátua de um monarca com vista para um campo de batalha da Guerra da Independência dos Estados Unidos). Flack, no entanto, permaneceu dedicada ao projeto e observa que ela se esforçou para retratar Catherine como birracial, refletindo sua origem portuguesa e prestando homenagem à diversidade étnica do bairro de Queens.

## Morte
Flack morreu em Southampton, Nova York, em 28 de junho de 2024, aos 93 anos. Ela foi precedida na morte por seu marido, Robert Marcus.

## Publicações
- Flack, Audrey, Com a escuridão vêm as estrelas: Audrey Flack, um livro de memórias (University Park: PA: Pennsylvania State University Press, 2024).[30][31][32]
- Flack, Audrey, Thalia Gouma-Peterson e Patricia Hills. Quebrando as regras: Audrey Flack, uma retrospectiva 1950-1990 . Nova Iorque: Harry N. Abrams, 1992.  .
- Flack, Audrey, Audrey Flack: The Daily Muse (Nova York: Harry N. Abrams, 1989).
- Flack, Audrey, Arte e Alma: Notas sobre a Criação, Nova York, Dutton, 1986,ISBN 0-525-24443-3
- Flack, Audrey, Audrey Flack: On Painting, com um ensaio de Ann Sutherland Harris (Nova York: Harry N. Abrams, 1981).
- Flack, Audrey, "Sobre Carlo Crivelli", Art Magazine 55 (1981): 92–95.
- Flack, Audrey, "As imagens assustadoras de Louisa Roldan", Helicon Nine: Um jornal de artes e letras femininas (1979).
- Flack, Audrey, "Louisa Ignacia Roldan", Estudos Femininos 6 (1978): 23–33.